# Гуаябо

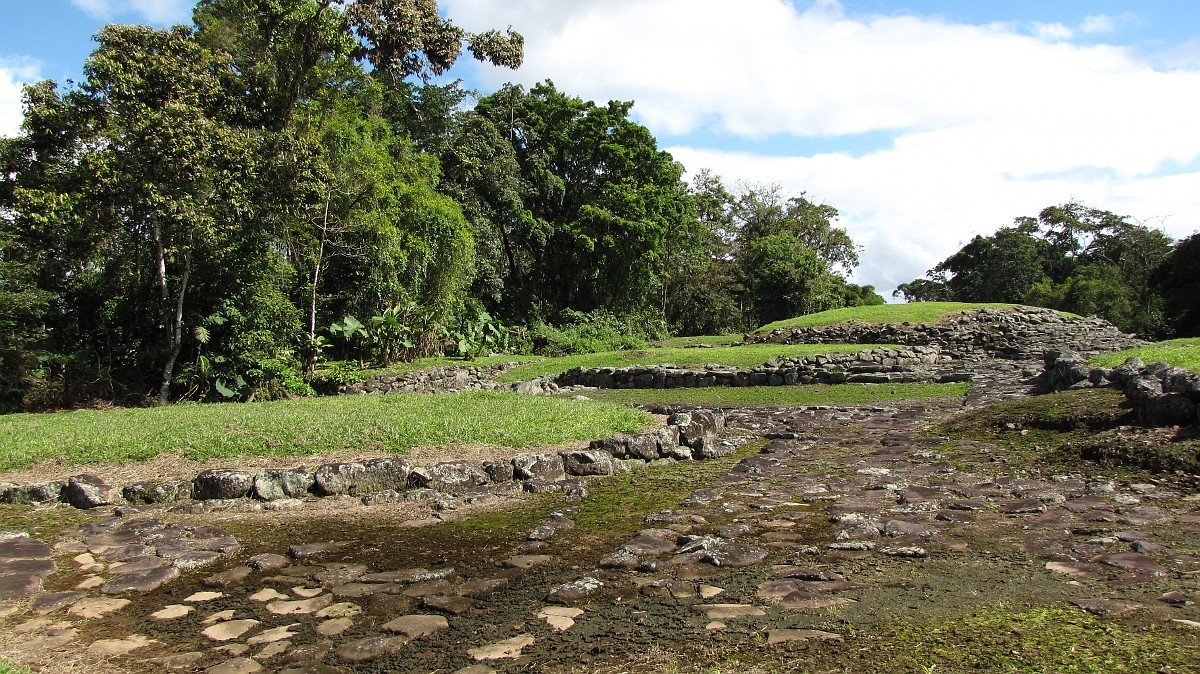
Guayabo

Гуаябо, исп. Guayabo — археологический памятник в кантоне Турриальба, Коста-Рика. Хотя до сих пор раскопана небольшая часть памятника, уже сейчас ясно, что это был важный культурный и политический центр своей эпохи. Площадь памятника составляет 218 гектаров, он расположен на поросшем лесами южном склоне вулкана Турриальба. Неизвестно, знали ли об этих руинах испанские конкистадоры и более поздние поселенцы.
Город был населён, по-видимому, с 1000 г. до н.э. (доисторический период данного региона ещё не изучен). Развитие города достигло пика около 800 г. н.э., когда в нём проживало около 10 тыс. человек. Около 1400 г. город был покинут. 
Археологи обнаружили большое количество мощёных камнем улиц, круглых платформ, служивших основаниями для деревянных сооружений, акведуки, пруды, камни с резными изображениями и рисунки животных.
10 июля 2009 г. памятник причислен к Международному инженерному наследию Американским обществом инженеров (American Society of Civil Engineers).